# Muzyka Niue
Muzyka Niue – tradycyjna muzyka związana z kulturą archipelagu Polinezji i Samoa. Jej historia sięga około tysiąc lat wstecz, do czasów kiedy wyspy te były zasiedlane. W XVI wieku na obecną tam kulturę zaczęła wpływać kultura pochodząca z Królestwa Tonga. Wpływ kultury europejskiej zapoczątkował swoim przybyciem w 1774 r. James Cook. Natomiast pierwszym misjonarzem ewangelickim, który osiedlił się w Niue był William Lawes.

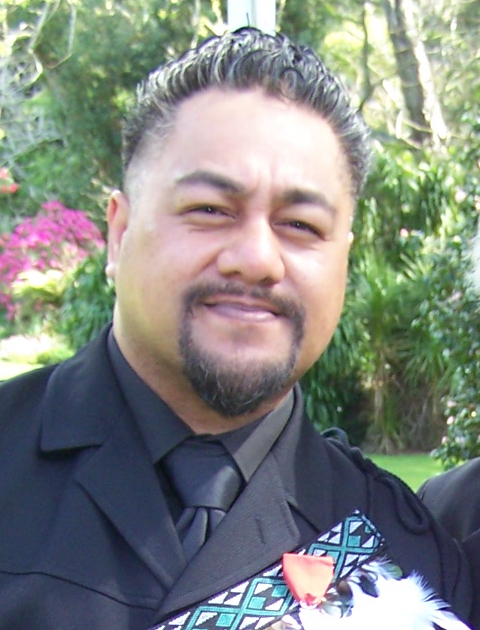
Che Fu, muzyk z Niue

## Tradycje
Muzyka tradycyjna Niue ma długą historię związaną z dawną obrzędowością. Główną rolę pełnią w niej pieśni, śpiewane bez użycia instrumentów muzycznych. Jedynym instrumentem używanym dawniej dla zapewnienia rytmu tańcom tradycyjnym był drewniany bęben zwany w języku niuańskim palau lub nafa, wykonany z rzeźbionego pnia drzewa selie. Mieszkańcy Niue nie są zbytnio zainteresowani zachowaniem swojej historii poprzez gromadzenie artefaktów, opowiadanie historii lub recytowanie genealogii. Tradycyjne tańce i pieśni są prezentowane podczas ważnych wydarzeń, takich jak śluby i oficjalne ceremonie. Na wyspie popularne są chóry kościelne, które śpiewają tradycyjne hymny bez akompaniamentu. Do bardziej znanych należą LDS Niue Choir oraz Niue Youth Choir.

## Współczesność

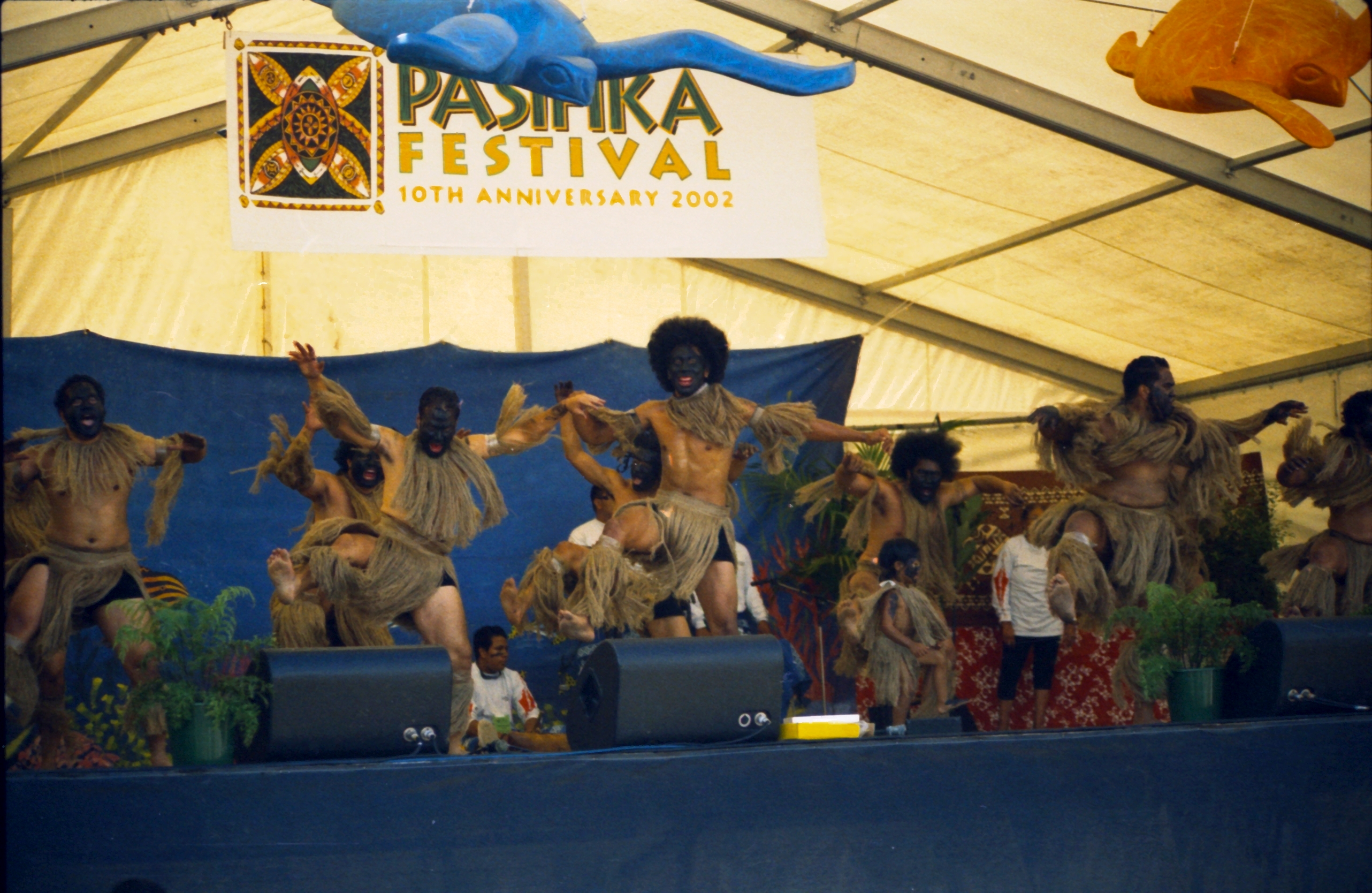
Tancerze Niue na festiwalu Pacifica (2002)

Wraz z wejściem we współczesność muzyka Niue zaczęła podlegać wpływom innych kultur, szczególnie duży wpływ mają na to emigranci do Nowej Zelandii. Do muzyków z Niue, którzy osiągnęli popularność należał Pauly Fuemana. Jest on w połowie Niuańczykiem, a w połowie Maorysem. Jego piosenka „How Bizarre” osiągnęła szczyty list przebojów w 12 krajach i przyczyniła się do sprzedaży ponad 3 milionów albumów. Inny popularny muzyk z Niue Che Fu wygrał kilka razy Tui Awards – nowozelandzką nagrodę muzyczną. Na wyspie działają dwa studia nagraniowe: Manaia Studio i Niue Broadcasting Corporation.